# 尾崎三良

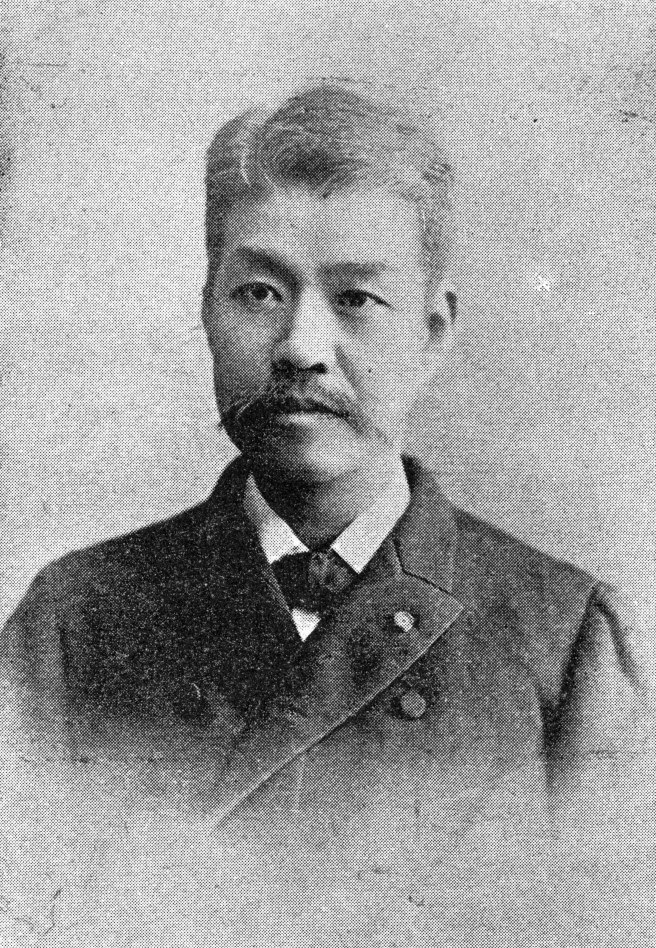
尾崎三良（1897年）

尾崎 三良（おざき さぶろう、天保13年1月22日（1842年3月3日）- 大正7年（1918年）10月13日）は、日本の官僚。男爵。諱は盛茂、別名・戸田 雅楽（とだ うた）。陶磁器研究家の尾崎洵盛は長男、翻訳家の英子セオドラ尾崎は娘。「憲政の神様」と呼ばれた明治・大正・昭和にわたって活動した政治家・尾崎行雄は女婿にあたる。孫に相馬雪香、尾崎盛光などがいる。

## 経歴
尾崎盛之の三男として山城国葛野郡西院（現在の京都市右京区）で生まれた。尾崎家は京都郊外の西院村で代々里長を務める郷士の家系であったが、父と兄は仁和寺宮に仕える諸大夫であった。幼くして両親と死別したが、家督を相続した異母兄との折り合いが悪く、熨斗目織の秦平次郎のもとに養子に出されたが入江御所（三時知恩寺）に寄せられ、家司の中村主馬から教育を受ける。西本願寺の従臣山本弥左衛門の養子となったが、ここも折り合いが悪かった。安政5年（1858年）から主馬の紹介で烏丸家に三石の俸給で仕えるが、文久元年（1861年）7月に出奔し、儒学者斎藤拙堂の弟子になろうとしたが断られ、無一文で帰京する。そして冷泉家に仕えた後、三条実美に気に入られて、文久2年（1861年）4月、三条家家人の戸田造酒（みき）の養孫となって、戸田雅楽（のち戸田三郎）と名のる。
文久2年（1862年）、孝明天皇の勅使となった三条実美に随従して江戸に赴き、翌年の八月十八日の政変で三条ら尊皇攘夷派公卿が京都を追放された七卿落ちでは三条に随行し、長州藩へ落ち延びた。慶応元年（1865年）、三条に随って大宰府に移った。この間、撃剣・乗馬を習い、読書を積んだ。「戸田雅楽」の別名で、三条の名代として西郷隆盛など尊皇攘夷派との連絡役をつとめたのもこの時期である。大宰府では、公卿の臣下や諸藩の人士との交流によって攘夷論から開国論へと転向した。
慶応3年（1867年）、三条の諒解を得て見物の名目で長崎に赴いた際にアメリカ領事や坂本龍馬・中島信行らと親交を結び、大政奉還の策を協議して岩倉具視に建策する。その際に出されたのが、後の三職制度であるとされている。坂本・陸奥宗光らとともに土佐へも赴き、ついで京都にむかい、そこで坂本と同席しているあいだに京都二条城で徳川慶喜により大政奉還がおこなわれた。そこで急遽西郷隆盛らと同船して大宰府に戻り、事態を三条実美に報告した。維新後、実家の尾崎姓を継ぎ「尾崎三良」と称した。
龍馬の死後、三条は朝廷に復帰するが、尾崎は龍馬から聞いた海外の話に関心を持って留学を志す。これは伊藤博文にも支持され、三条は嫡男・公恭とともにその従者としてイギリス留学することを命じた。慶応4年（1868年）3月、公恭、中御門寛丸、毛利元功およびその従者の一行8人で神戸港から渡英した。長崎からは62日間の船旅となった。イギリスでは河瀬真孝に英語を学んだが、のちにオックスフォード大学聴講生としてイギリス法を修得するまでになっている。後に河鰭実文のイギリス留学の世話もしている。
ロンドンでの英語学習中の明治4年（1871年）、岩倉使節団のアメリカ到着を知って渡米し、木戸孝允や岩倉と会見して条約改正の時期尚早を献策し、寺島宗則などとともにロンドンに戻った。ロンドン留学中、三良は英語教師のウイリアム・モリソンの家に同居し、その一人娘のバサイア・キャサリン・モリソン（Bathia Catherine Morrison）と明治2年（1869年）に結婚し、三女をもうけた（1881年に離婚）。
明治6年（1873年）には木戸の要請で帰国、太政官に出仕して法制整備の任にあたる。明治7年（1874年）に養祖父・戸田造酒の孫の戸田八重と結婚した。明治11年（1878年）、尾崎の英国での結婚を知った上司の伊藤博文はモリソン家に一時金を渡すよう井上馨に依頼、明治13年（1880年）にはモリソン家からも井上に相談があり、尾崎が八重を離縁し英国妻バサイアとの婚姻届けを井上に提出したことにより三条実美にも知れ、実美を激怒させた。バサイアから尾崎の欧州赴任の嘆願もあり、同年、ロシア駐在一等書記官として、公使柳原前光とともにサンクトペテルブルクに入る。翌年、バサイアとの離婚約定書を英国で交わし、帰国後太政官大書記官、内務大丞などを歴任。明治18年（1885年）には元老院議官として大日本帝国憲法の審議にあたった。政治家・法務官僚としての尾崎は急速な欧化政策に反対し、井上馨の条約改正交渉、山田顕義主導のフランス流民法導入などに強く反対した。また三条の支持者でもあり続け、三条が実権から遠のくことになる内大臣就任や黒田内閣での総理大臣兼任等に強く反対している。一方で旧地下官人や諸大夫など、京都の朝廷の下層にあった人々への支援にも動き、授産を目的とした産業誘導社や第百五十三国立銀行、教育を目的とした平安義校の設立などを行っている。
明治23年（1890年）の帝国議会発足とともに同年9月29日貴族院議員に勅選され、翌年成立した第1次松方内閣においては法制局長官に就任した。明治23年12月に出版された 『国会傍聴 議場の奇談』には「尾崎三良氏の演説は中々上出来 三浦安氏の弁舌は流暢なり共に老練々々」と記されている。明治25年（1892年）8月には伊藤博文から福島県知事を打診されるも、これを左遷と受け取り政府から去った。
後に田口卯吉の帝国財政革新会の結成を支援する。明治29年（1896年）6月5日には維新と法制の功が認められ華族に列し、男爵に叙された。明治40年（1907年）には宮中顧問官。晩年には文部省維新史料編纂委員、京釜鉄道会社常務取締役を務めた。墓所は青山霊園(1イ4-22～24)。

## 家族
- 妻
  - バサイア・キャサリン・モリソン（Bathia Catherine Morrison, 1843年11月17日[10] - 1936年12月30日[11]）- ロンドンでの尾崎と三条公恭の滞在先であり英語を習っていたウィリアム・モリソン（William Mason Morrison）の娘。父親はケンブリッジ大学中退後、地方の学校で教師となり、その後ロンドンで個人教師業と下宿屋を営んでいた（父方の伯父はアレキサンダー・ウィリアムソン (宣教師)）[4][12]。尾崎と1869年に英国で結婚したが（日本での届け出は1880年）、1873年に妻子を置いて尾崎が帰国したまま放置されたため[13]、井上馨に書面で尾崎の欧州赴任を懇願、1880年に外務一等書記官としてペテルスブルクに赴任した尾崎と再会するも翌年離婚[14]。離婚理由は、帰国中に尾崎が日本人妻を娶ったことを知ったバサイアが日本への同行を拒否したためとされる[14]。長女の英子は義弟の洵盛に「父は母を捨てて帰国した」と語ったという[13]。1885年に父ウィリアムが亡くなると金銭的に困窮し、駐ロンドン日本領事の園田孝吉に親子の窮状を訴え救いを求めたことから、この騒動が日本でスキャンダルとなったが、バサイアは離婚後もオザキ姓を名乗り続け、尾崎の悪口を聞くと怒ったという[14]。93歳まで長らえ、次女に看取られ亡くなった[14]。バサイアと尾崎が署名した同意書は英国法では離婚でなく別居合意書であったため[13]、死亡届は日本の外交官の妻バサイア・オザキとしてなされた[14]。
  - 八重(1855-1943) - 滋賀の本行寺住職・藤山澤證と妾の千代浦（尾崎の義祖父・戸田造酒の娘。千代浦の妹・戸田玉井は尾崎の義母にあたる）との三女[15]。尾崎が留学する前に許嫁となり、帰国した半年後の1874年3月に入籍したが、1880年にバサイアを入籍するため一旦離縁され、のちにパサイアと尾崎が離婚後再び入籍[4]。尾崎が妾を迎えたのちの1886年に一女をもうける。
  - ミチ（? - 1902年） - 士族・藤木行顕の娘。1879年に妾となり、長男はじめ14人の子を産む[4][15]。美知、道、道枝、道栄とも[4]。
- 子供
  - 英子（Yei Theodora Ozaki） - 1870年生まれ。16歳で来日。慶應義塾幼稚舎の教師のほか、駐日英国公使夫人の秘書などを務める。タイムズ特派員のオーストラリア人と恋愛関係にあったが、尾崎行雄と結婚[14]。日本の昔話の英訳で知られる。子に品江と相馬雪香。
  - 政子 (Masako Maude Mary Harriett) - 1872年生まれ。フランス造船学校を出た松岡右左松との縁談のため1899年に来日するも破談となり帰国[13]、1906年に英国人Alfred James Herwittと結婚し、母のバサイアを看取る[14]。娘で元女優のMuriel Herwittは俳優のラルフ・リチャードソンと結婚した[13]。
  - 君子 (Kimie Florence Bathia Alexandra) - 1873年生まれ（尾崎帰国後に誕生）。尾崎が毎月バサイアに生活費を仕送りする代わりに君子を日本に送るという両親の生活援助協定により1889年に来日したが、日本の生活に馴染めず1年後に帰国、1904年に再来日して横浜のフレイザー商会で働く[13]。1909年にスウェーデン人商人のHenrich Ouchterlony（1882年 - 1948年）と日本で結婚[14]、スウェーデンで一女をもうけた[16]。夫は1906年に来日し、Ouchterlony & Co Ltdを大阪で開業し、フィンランド・パルプの代理人を務めるほか、神戸と大阪でフィンランドとスウェーデンの領事館に勤務したのち、1940年にはフィンランド総領事となる[17]。夫とともに1946年にスウェーデンに戻り、1964年にヨーテボリで没[16]。
  - 洵盛 - 1880年生まれ。外務省参事官。中国陶磁器研究者として著書もある。
  - 盛貞 - 1883年生まれ。
  - 昌盛 - 1884年生まれ。
  - 寿子 - 1886年生まれ。八重の子。小野義一と結婚
  - 望盛 - 1887年生まれ。
  - 繁盛 - 1890年生まれ。子に尾崎盛光
  - 雄盛 - 1891年生まれ。
  - 元子 - 1895年生まれ。物部長穂と結婚
  - 寿恵子 - 1896年生まれ。

## 栄典
位階
- 1886年（明治19年）10月28日 - 従四位[18]
- 1889年（明治22年）11月5日 - 従三位[19]
- 1893年（明治26年）4月11日 - 正三位[20]
- 1913年（大正2年）1月30日 - 従二位[21]
- 1918年（大正7年）10月13日 - 正二位[22]

勲章等
- 1889年（明治22年）11月25日 - 大日本帝国憲法発布記念章[23]
- 1891年（明治24年）3月30日 - 勲二等瑞宝章[24]
- 1903年（明治36年）5月21日 - 金杯一組[25]
- 1906年（明治39年）4月1日 - 勲一等瑞宝章[26]
- 1915年（大正4年）11月10日 - 大礼記念章（大正）[27]
- 1918年（大正7年）10月13日 - 旭日大綬章[22]

## 人物
- 尾崎は立身しても三条の旧恩を忘れず、内閣制度発足時に三条を内大臣として祭り上げ、伊藤博文を初代内閣総理大臣にしようとした際は最後まで反対した。以後も東久世通禧らとともに三条の政治的復権を画策している。内大臣そのものも無用の官職とみなしている。
- イギリス留学を共にした三条公恭が、後年、花柳界での遊びで浪費を重ねるようになると、友人としてやめるよう忠告。しかし行状は改まらず、実美に廃嫡を提言するに至っている[28]。
- 新聞紙条例、讒謗律（ともに1875年）の起草にあたったことから、新聞界などから恨まれて「酷吏」などと非難された。
- 明治20年（1887年）の保安条例の起草者も尾崎とされているが、これによって旧友の中島信行が捕らえられて東京から追放されてしまう。同じく追放された尾崎行雄は、のちに尾崎三良の娘・テオドラを後妻とした。テオドラからは昭和54年（1979年）に難民を助ける会を設立した相馬雪香が生まれている。
- 邸宅は世田谷区の豪徳寺にあり、明治21年（1888年）に建築されたと考えられている。2020年、取り壊しの危機にあったが、漫画家の山下和美が保存運動を起こし、クラウドファンディングによって保全された。その経過は山下のエッセイ漫画『世田谷イチ古い洋館の家主になる』（集英社、2021~23年）に描かれている。